# Lovitura de stat din Bangladesh din 1982
Lovitura de stat militară din Bangladesh din 1982 a înlăturat guvernul civil condus de președintele Bangladeshului Abdus Sattar și l-a adus la putere pe șeful Statului Major al armatei, generalul-locotenent de armată Hussain Muhammad Ershad. După ce a ocupat inițial funcția de administrator principal al legii marțiale, Ershad a preluat funcția de președinte în 1983 și a condus țara până în 1990.

## Fundament

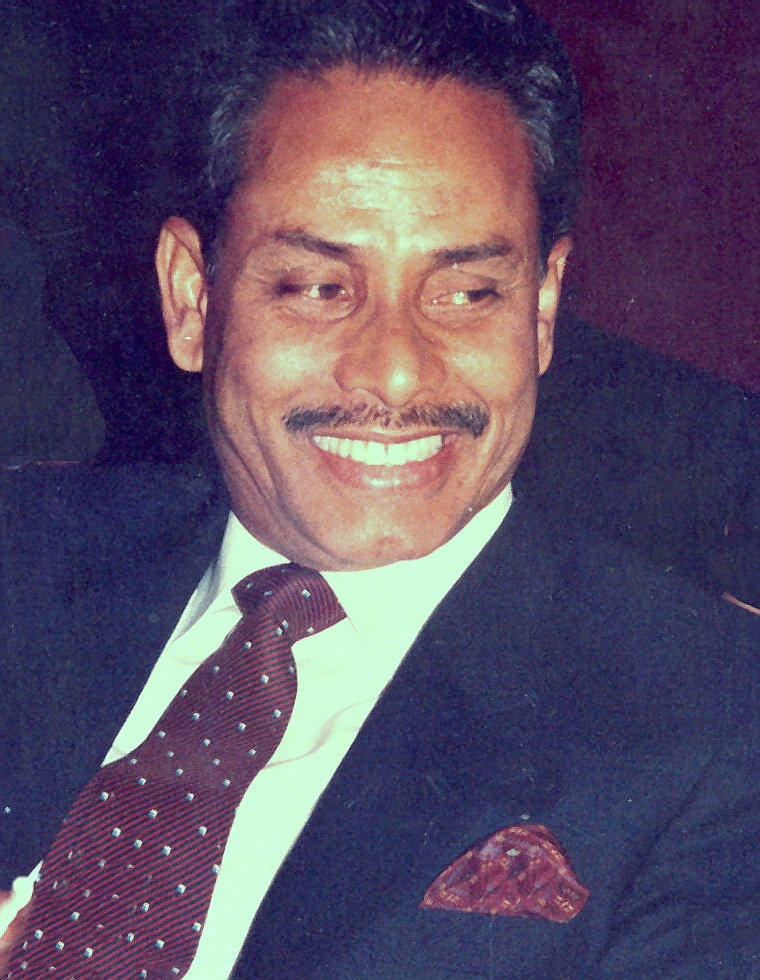
Ershad în 1986.

După independența sa din 1971, în Bangladesh s-au petrecut o serie de lovituri de stat militare, începând cu asasinarea președintelui Sheikh Mujibur Rahman, la 15 august 1975, de către un grup de ofițeri de armată, care l-au instalat pe Khondaker Mostaq Ahmed în funcția de președinte. Regimul lui Khondaker Mostaq a fost înlăturat la 3 noiembrie a aceluiași an de către ofițerii pro-Mujib conduși de generalul de brigadă Khaled Mosharraf și colonelul Shafat Jamil. O contra-lovitură de stat din 7 noiembrie l-a adus la putere pe șeful armatei, generalul maior Ziaur Rahman. În 1977, Ziaur Rahman a preluat funcția de președinte și a predat postul de șef al armatei generalului-locotenent Hussain Muhammad Ershad. Zia a format Partidul Naționalist din Bangladesh (PNB) și a dorit să reintroducă democrația în Bangladesh, dar în 1981 a fost asasinat de un grup de ofițeri ai armatei sub comanda generalului-maior Abul Manzoor. Deși se temea că armata va prelua din nou puterea, șeful armatei Ershad a rămas fidel față de succesorul civil al lui Ziaur Rahman, vicepreședintele Justice Abdus Sattar și a zdrobit tentativa de lovitură de stat condusă de Manzoor. Sattar a devenit candidatul prezidențial al PNB la alegerile din 1982, pe care le-a câștigat.

## Cauze
Odată cu moartea lui Ziaur Rahman, care fusese el însuși general de armată, armata din Bangladesh a pierdut un protector și contactul strâns și influența politică pe care o avea cu președintele. La preluarea puterii, Sattar, fost judecător fără trecut militar, a anunțat că rolul armatei era strict de a proteja teritoriul și granițele țării. Șeful statului major Ershad a făcut presiuni asupra guvernului Sattar de a acorda un rol mai mare armatei în cadrul guvernului, amenințând cu preluarea puterii în cazul în care nu ar fi fost îndeplinite aceste cerințe. Poziția lui Sattar a fost amenințată și de provocări din partea diferitelor facțiuni din cadrul PNB și din partea partidelor politice de opoziție, precum Liga Awami. În fața presiunii în creștere, Sattar a admis cererea militarilor de a crea un consiliu de securitate națională cu șefii militari, cu scopul de a supraveghea politicile naționale de apărare și securitate. De asemenea, el l-a demis pe vicepreședintele Mirza Nurul Hada din cauza presiunii din partea lui Ershad. Cu toate acestea, a încercat să-și reafirme poziția prin eliberarea unui număr de ofițeri militari din posturile lor guvernamentale pe care i-a trimis la unitățile lor. Aceasta s-a dovedit a fi o provocare față de Ershad și de ceilalți șefi de armată.

## Lovitura
La 24 martie 1982, trupele loiale generalului locotenent Ershad i-au forțat pe președintele Abdus Sattar și pe vicepreședinte să demisioneze. Ershad a impus legea marțială și s-a declarat administratorul principal al legii marțiale. El a numit șefii armatei și a forțelor aeriene ca administratori adjuncți ai legii marțiale. A suspendat, de asemenea, drepturile civile fundamentale și Constituția Bangladeshului, dar pe care nu a abrogat-o. La trei zile după lovitura de stat, un judecător al Curții Supreme din Bangladesh, Abul Fazal Muhammad Ahsanuddin Chowdhury, fost numit președinte de către Ershad, care a luat și titlul de președinte al consiliului de miniștri. Ershad a declarat că a întreprins lovitura de stat pentru a salva țara de corupția și ineficiența guvernului condus de PNB. Parlamentul Bangladeshului a fost dizolvat și toate partidele politice au fost interzise. Câteva sute de politicieni au fost arestați sub acuzația de corupție. În 1983, Ershad a preluat funcția de președinte al Bangladeshului.

## Al șaptelea amendament
La alegerile parlamentare organizate în 1986, Partidul Jatiya, înființat de Ershad la începutul acelui an, a câștigat o majoritate absolută chiar dacă partidele politice de opoziție au boicotat alegerile. Ershad a folosit majoritatea partidului său pentru a adopta al șaptelea amendament al Constituției Bangladeshului, care a legitimat lovitura de stat din 1982, ascensiunea sa la putere și domnia sa asupra legii marțiale. De asemenea, amendamentul a ratificat decretele legii marțiale și acțiunile guvernului.
În 2010, Divizia Înaltei Curți a Curții Supreme a Bangladeshului a anulat oficial al șaptelea amendament și a declarat ilegală lovitura de stat și domnia legii marțiale a lui Ershad ca fiind ilegală. Verdictul a decretat că această constituție a Bangladeshului nu poate fi subordonată legii marțiale și nici nu permitea suspendarea temporară a constituției. Curtea Supremă i-a numit pe Ershad împreună cu Ziaur Rahman și Khondaker Mostaq Ahmad drept „uzurpatori” ai puterii guvernelor legitime. De asemenea, Curtea Supremă a decretat că guvernul și parlamentul au dreptul să decidă dacă trebuie luate măsuri împotriva lui Ershad pentru uzurparea ilegală și adoptată o lege care să permită un proces și să prevină eventualele uzurpări viitoare.